# Fernande Decruck
Fernande Decruck, née Breilh le 25 décembre 1896 à Gaillac et morte le 6 août 1954 à Fontainebleau, est une compositrice française de musique classique. Elle a composé plus de quarante œuvres pour saxophone. La plus connue est sa sonate pour saxophone alto, dédiée à Marcel Mule.

## Biographie
Jeanne Delphine Fernande Breilh naît le 25 décembre 1896 vers 5 h 30, dans la ville de Gaillac (Tarn). Elle est la fille de Ferdinand Breilh (commerçant local) et de Rosalie Borrel (son épouse, sans profession), alors respectivement âgés de 34 et 38 ans à sa naissance.
Elle commence à étudier le piano à huit ans et étudie au conservatoire de Toulouse. Elle est admise au Conservatoire de Paris en 1918 où elle étudie l'orgue, la composition et l'orchestration avec Paul Vidal, le contrepoint et la fugue avec Georges Caussade, l'accompagnement au piano avec César Abel Estyle et la composition avec Xavier Leroux et Jean Gallon. Elle remporte des prix d'harmonie, de fugue, de contrepoint et d'accompagnement au piano.
Ses études d'improvisation à l’orgue la menèrent à voyager aux États-Unis où elle participe à un concours à New York. C'est aux États-Unis qu'elle rencontre son futur mari, Maurice Decruck, un clarinettiste, saxophoniste et contrebassiste. Ils se marient le 29 janvier 1924 et ont deux enfants, Jeannine Decruck (née en février 1925) et Michel Decruck (mars 1926-2010).
En 1926, elle étudie l'orgue avec Marcel Dupré.
Elle déménage aux États-Unis avec sa famille en 1928, notamment pour une série de concerts où elle se produit à l'orgue. À New York, elle vit dans le quartier de Chelsea, à Manhattan, ainsi que dans le Queens.
En 1929, elle improvise à l'orgue une symphonie en trois mouvements sur des thèmes proposés par des compositeurs américains.
En 1932, Maurice Decruck retourne à Paris et ouvre une maison d'édition, Les Éditions de Paris, qui publient les compositions de Fernande Decruck. Fernande Decruck rejoint son mari à Paris en 1933. Ils ont dans cette ville un troisième enfant, Alain (né en 1937). Elle commence à enseigner l'harmonie au conservatoire de Toulouse. Entre 1937 et 1942 Fernande vit à Toulouse avec ses enfants, son mari vivait à Paris. Durant cette période elle continue d'enseigner, de composer et de jouer. En 1942 elle va à Paris et nombre de ses œuvres sont créées entre 1943 et 1947, y compris sa sonate en ut .
En 1947, Fernande Decruck retourne aux États-Unis avec son fils, demeurant à Marblehead dans le Massachusetts.
Fernande et Maurice Decruck divorcent le 18 juillet 1950 après plusieurs années de séparation. Domiciliée à Fontainebleau (Seine-et-Marne), au no 52 de la rue d'Avon, elle meurt d'une attaque le 6 août 1954 vers 10 h 45, à l'hôpital de cette ville,.

## Œuvres
Une partie des partitions des œuvres de Fernande Decruck  est éditée par les Éditions Billaudot.

### Piano
- Soleil couchant pour piano (1925)
- Nouvelles pour piano, dédiée à Jeanne-Marie Darré (1930-1931)
- Danses et processions andalouses (1930-1931)
- Hispania (1931)
- Aquarium (1932)
- Musiques d'été (1932)
- Charme, valse (1934)
- Sonate pour piano (1935)
- Huit préludes pour piano (1947-1948)
- Splendeurs et tristesse d'Espagne
- Venitian Moon, barcarolle
- Remembrance
- Preludio
- Petite bourrée fantasque
- Six Inventions bitonales
- Impressions pittoresques
- De Chine
- Au soir, nocturne
- Andantino et fileuse
- Vieux Noël languedocien avec variations
- Christmas Dolls on Parade

### Orgue
- Variations sur un air gallois pour orgue (1928)
- Suite ancienne en si bémol majeur pour orgue (1929)
- Nouveaux chants pour grand orgue (1931)
- Sonate no 1 pour grand orgue
- Sonate no 2 pour grand orgue
- Sonate no 3 pour grand orgue
- Sonate pour orgue
- Le Tombeau de Clérambault, suite pour orgue
- Prélude en ré mineur
- Suite pour orgue moderne
- Symphonie pour grand orgue

### Musique de chambre
- Chant lyrique, op. 69 pour saxophone et piano (1932) dédié à François Combelle
- Cantique, pour violoncelle et piano (1932)
- Pavane pour quatuor de saxophones (1933), arrangement pour trio d'anches
- Saxophonie pour quatuor de saxophones (1934)
- Deux berceuses pour quatuor de saxophones (1935)
- Variations saxophoniques pour quatuor de saxophones (1939)
- Saxofonia di camera pour quatuor de saxophones
- Saxophonescas pour quatuor de saxophones (1943)
- Pièces Françaises pour saxophone alto et piano (1943)
- Sonatine en mi pour violon et violoncelle (1944)
- Danses autour du monde pour saxophone alto et piano
- Trio pour flûte, violoncelle et piano
- Trois pièces pour cor anglais et orgue
- Suite Renaissance pour trompette et orgue
- Fantaisie-Prélude pour violoncelle et piano
- Recueillement pour violon ou violoncelle et piano
- Sonate pour hautbois, clarinette et basson
- Variation en trio sur l'air du P'tit Quinquin, pour trio d'anches
- Variations sur un air pyrénéen
- Quatuor pour piano, violon, alto et violoncelle

### Musique orchestrale
- Partita (1932)
- Concerto pour violoncelle (1932)
- Scherzo fantasque pour basson et orchestre (1934)
- Les Clochers de Vienne : suite de valses (1935)
- Confunga : conga (1936)
- Chant lyrique pour saxophone et orchestre (1937)
- Sonate en ut dièse pour saxophone alto (ou alto) et orchestre (1943)
- Les Illuminations (Symphonie rimbaldienne) (1943)
- Concerto pour harpe et orchestre (1944)
- Suite française pour orchestre à cordes et soli de vents (1945)
- Hymne à Apollon pour harpe et orchestre (1946)
- Concerto pour clarinette (1946)
- Poème héroïque pour trompette, cor et orchestre (1946)
- Les Trianons, suite concertante pour clavecin et orchestre (1946)
- Concerto pour orgue (1947)
- Sérénade sentimentale (1950)
- Suite Romane (1950)
- L'Écran harmonieux
- Suite scandinave
- Allegro agitato
- Fantaisie orientale
- Hunting song
- Menuet
- Selmera sax, pour saxophone et orchestre
- Boy Scout's Parade
- Marche arabe
- Marche funèbre égyptienne
- Marche mystérieuse
- Snow Drops
- Solitude
- The Sea Gull
- The Star
- A Farewell
- Ballade romantique, poème pour hautbois et orchestre
- Marathon-Marche
- Suite florentine
- Barcarolle
- Trio symphonique
- Jazz-toccata, pour saxophone et orchestre
- Intermezzo
- Symphonie brève
- Légende du sud, pour trombone et orchestre
- Madiedja, quatre danses russes pour orchestre

### Musique vocale
- Cinq poèmes chrétiens pour voix et orchestre (1943)
- Les Illuminations, Symphonie Rimbaldienne, pour chœur, soli, récitant et orchestre (1943)
- Poème de l'anthologie grecque pour voix et orchestre (1944)
- Tapisserie de Sainte-Geneviève et Jeanne d'Arc pour voix et orchestre (1946)
- Le Galop, d'après une mélodie d'Henri Duparc (1947)
- Poème rustique
- Cantique à la Vierge pour chant, harpe, quintette à cordes et orgue
- Je suis le Saint
- Le pont de soie
- Au bois il y a un oiseau

### Ballet
- Symphonie orientale
- Fantoches

### Musique de film
- Le Bagnard (1934)
- Générique de la Compagnie cinématographique Lumière
- Générique de Menjou
- Une étape au pays Moi
- Un grand amour
- Studio à louer
- Slim gardien de la paix
- Les cathédrales de l'ombre
- Laurel s'enhardit
- La Marine française aux colonies
- L'Homme fantôme
- Châteaux des cartes
- L'âme des fleurs
- L'express fantôme

## Hommage
En octobre 2023, la ville de Paris appose une plaque commémorative en hommage à Fernande Decruck au  1 rue du Clos.

## Ouvrage
- L'école moderne du saxophone, Leduc, 1932, collaboration avec Maurice Decruck.